# Aretas I
Aretas I (arab.: حارثة, Haretat) – pierwszy znany z imienia król Nabatejczyków z roku 168 p.n.e.
Jego imię jest wspomniane w Piśmie Świętym. Należąca do Starego Testamentu Druga Księga Machabejska podaje, że w czasie walk o najwyższy urząd religijny i władzę nad Judeą były arcykapłan Jazon uległ obecnemu arcykapłanowi Menelaosowi oraz uciekł do kraju Ammonitów. Został on oskarżony sądownie przez Aretasa, władcę Arabów za rzeź, jakiej się dopuścił na mieszkańcach Jerozolimy. Jazon uciekał jak zbieg z kraju do kraju, aż znalazł się u Lacedemończyków. Tam ostatecznie zmarł (2 Mch, 5,8-10).
Aretas I wspominany jest także na inskrypcji z Elusy datowanej na pierwszą połowę II wieku p.n.e. Informuje ona, że „Jest to miejsce, które Nutairu wybudował dla Aretasa, króla Nabatejczyków”.
Badacze są podzieleni, co do imienia jego następcy:
- (?)Malichus z około roku 144 p.n.e.
- Rabel I z około roku 140 p.n.e. Inni badacze tego króla umieszczają w pierwszej połowie I w. p.n.e., uważając go za syna Aretasa II.